# People's Choice Classic 2018
La 13.ª edición de la clásica ciclista People's Choice Classic se celebró el 14 de enero de 2018 en Australia por los alrededores de la ciudad de Adelaida sobre un recorrido de 50,6 km.
La carrera fue un critérium de exhibición, no oficial de categoría .NE que forma parte del Tour Down Under que se lleva a cabo dos días antes del inicio de la carrera.
La carrera fue ganada por el corredor eslovaco Peter Sagan del equipo Bora-Hansgrohe, en segundo lugar André Greipel (Lotto Soudal) y en tercer lugar Caleb Ewan (Mitchelton-Scott).

## Equipos participantes
Tomaron parte en la carrera 19 equipos: 18 de categoría UCI WorldTeam; y la selección nacional de Australia.
| WorldTeams (18)- AG2R La Mondiale - Astana - BMC Racing Team - Bora-Hansgrohe - Dimension Data - EF Education First-Drapac p/b Cannondale - FDJ - Lotto Soudal - Movistar Team - Mitchelton-Scott - Quick-Step Floors - Sky - Team Sunweb - Bahrain-Merida - Katusha-Alpecin - Trek-Segafredo - Lotto NL-Jumbo - UAE Team Emirates translation for headoftableIII_translate index 39 not found- UniSA-Australia |
| |

## Clasificaciones finales
- Las clasificaciones finalizaron de la siguiente forma:[3]

### Clasificación general
| \| Clasificación general \| Clasificación general \| Clasificación general \| Clasificación general \| Clasificación general \| \| Ciclista \| Ciclista \| Equipo \| Tiempo \| \| \| --------------------- \| --------------------- \| --------------------- \| --------------------- \| --------------------- \| \| 1.º \| Peter Sagan \| Bora-Hansgrohe \| 1 h 04 min 25 s \| \| \| 2.º \| André Greipel \| Lotto-Soudal \| + 0 s \| \| \| 3.º \| Caleb Ewan \| Mitchelton-Scott \| + 0 s \| \| \| 4.º \| Elia Viviani \| Quick-Step Floors \| + 0 s \| \| \| 5.º \| Simone Consonni \| UAE Team Emirates \| + 0 s \| \| \| 6.º \| Christopher Lawless \| Team Sky \| + 0 s \| \| \| 7.º \| Samuel Welsford \| UniSA-Australia \| + 0 s \| \| \| 8.º \| Enrico Battaglin \| LottoNL-Jumbo \| + 0 s \| \| \| 9.º \| Jasha Sütterlin \| Movistar Team \| + 0 s \| \| \| 10.º \| Mark Renshaw \| Dimension Data \| + 0 s \| \| \| 11.º \| Carlos Barbero \| Movistar Team \| + 0 s \| \| \| 12.º \| Mads Würtz \| Katusha-Alpecin \| + 0 s \| \| \| 13.º \| Phil Bauhaus \| Team Sunweb \| + 0 s \| \| \| 14.º \| Sam Bennett \| Bora-Hansgrohe \| + 3 s \| \| \| 15.º \| Valerio Agnoli \| Bahrain-Merida \| + 3 s \| \| |                     |                   |                 |
| |                     |                   |                 |
| Fuente: ProCyclingStats |                     |                   |                 |
| Clasificación general |                     |                   |                 |
| Ciclista | Ciclista            | Equipo            | Tiempo          |
| 1.º | Peter Sagan         | Bora-Hansgrohe    | 1 h 04 min 25 s |
| 2.º | André Greipel       | Lotto-Soudal      | + 0 s           |
| 3.º | Caleb Ewan          | Mitchelton-Scott  | + 0 s           |
| 4.º | Elia Viviani        | Quick-Step Floors | + 0 s           |
| 5.º | Simone Consonni     | UAE Team Emirates | + 0 s           |
| 6.º | Christopher Lawless | Team Sky          | + 0 s           |
| 7.º | Samuel Welsford     | UniSA-Australia   | + 0 s           |
| 8.º | Enrico Battaglin    | LottoNL-Jumbo     | + 0 s           |
| 9.º | Jasha Sütterlin     | Movistar Team     | + 0 s           |
| 10.º | Mark Renshaw        | Dimension Data    | + 0 s           |
| 11.º | Carlos Barbero      | Movistar Team     | + 0 s           |
| 12.º | Mads Würtz          | Katusha-Alpecin   | + 0 s           |
| 13.º | Phil Bauhaus        | Team Sunweb       | + 0 s           |
| 14.º | Sam Bennett         | Bora-Hansgrohe    | + 3 s           |
| 15.º | Valerio Agnoli      | Bahrain-Merida    | + 3 s           |